# 姆利伊夫
49°20′51″N 31°32′11″E / 49.34750°N 31.53639°E

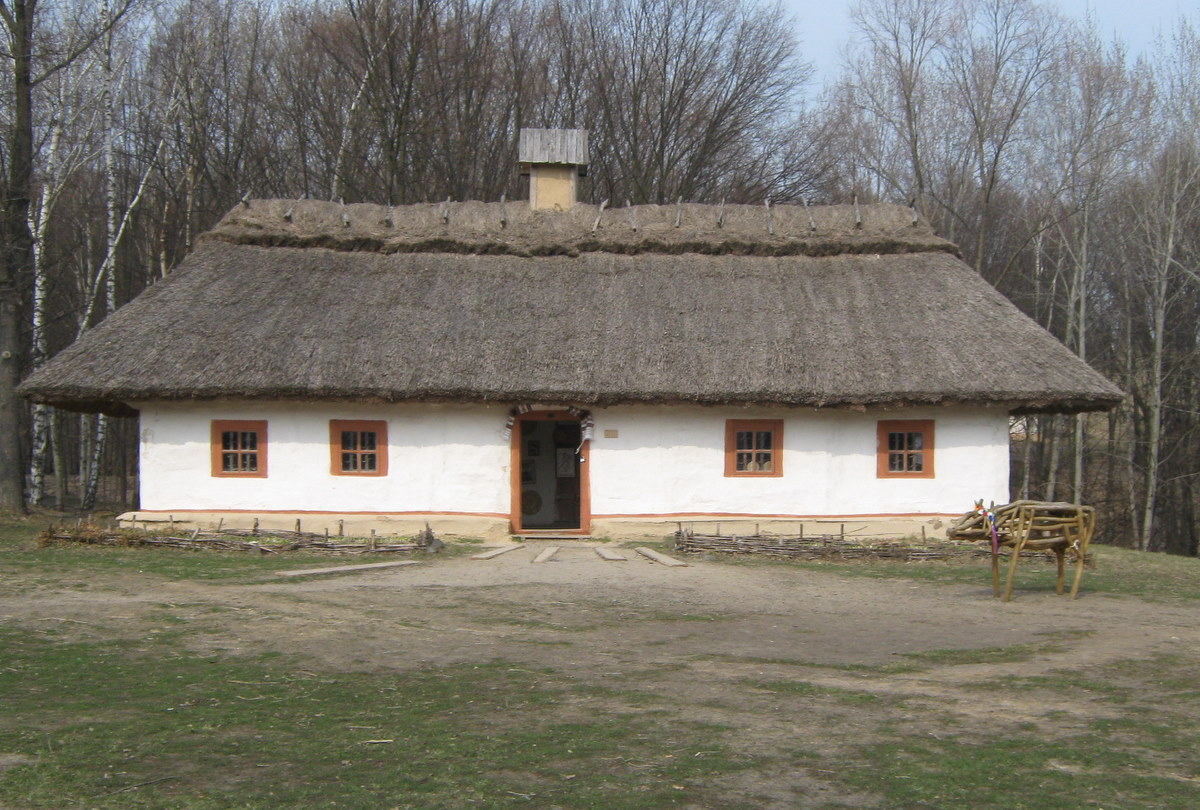
博物馆

姆利伊夫（烏克蘭語：Мліїв）是位於烏克蘭中部的村莊，由切爾卡瑟州切爾卡瑟區的姆利伊夫市鎮負責管轄，並為該市鎮的行政中心。該村面積15.9平方公里，海拔高度81米，2010年人口4,356，人口密度每平方公里274.8人。